# Yang Ming Marine Transport Corporation
Yang Ming Marine Transport Corporation (kinesisk: 陽明海運; pinyin: Yáng Míng Hǎi Yùn) er et taiwansk containerrederi- og shippingvirksomhed med hovedkvarter i Keelung, Taiwan. Virksomheden blev etableret i 1972 som en shipping line og har i dag 47 containerskibe.